# 手話の一覧
現在、世界中で使われている手話は300ほどある。その数は全く知られていない。クレオール化や一から、時には言語計画を通して新しい手話が頻繁に出現する。スリランカやタンザニアなど一部の国では、聴覚障害者のための学校ごとに別々の言語があり、その言語は生徒にしか知られておらず、学校側が存在を否定することもある。一方、国によっては手話を共有している場合もあるが、名前が異なる場合もある（クロアチアとセルビア、インドとパキスタン）。聾者の手話は教育機関の外でも、特に先天性難聴の割合が高い村のコミュニティでは使われているが、先住民のオーストラリアで使われている言葉のタブー言語など、聴者にも役立つ重要な手話が発達している。学者たちは世界の手話を特定するために現地調査を行っている。
以下の一覧は、3つのセクションにグループ化されている:
- 世界中の聴覚障がい者コミュニティで好まれる言語である聾者の手話;これらには、ヒアリングコミュニティと共有される村落手話（英語版）、デフコミュニティの手話が含まれる
- 母語ではなく、複雑さの異なるサインシステムである補助手話言語は、話し言葉とともに使用される。単純なジェスチャーは、言語を構成しないので、含まれない。
- 対応手話言語とも呼ばれる、音声言語の手話化モード。手話言語と音声言語の橋渡しをする。

聾者の手話言語の一覧は、地域的かつアルファベット順に分類されており、このようなグループ分けは、これらの言語間の系統的関係（語族の一覧を参照）を意味すると解釈すべきではない。

## 手話の一覧

### 現代の聾者の手話

#### アフリカ
研究者の亀井伸孝によると、アフリカには少なくとも25の手話があるという。アフリカの言語とは完全に独立した分布を持つものもある。欧米を中心に、少なくとも13のアフリカ以外の手話が、少なくとも27のアフリカ諸国に導入されている。亀井が記録している23の手話の中には、それらアフリカ以外の手話に起源を持つものや影響を受けたものがある。
| 言語                     | 起源                                       | 注釈                                                                       |
| ------------------------ | ------------------------------------------ | -------------------------------------------------------------------------- |
| アダモロベ手話           | 村落手話                                   | (ADS) (ガーナ)                                                             |
| アルジェリア手話         | フランス手話                               |                                                                            |
| バマコ手話               | 地域の聾者コミュニティ                     | 成人が話す。ASLに脅かされている。                                          |
| ブラ手話                 | 村落手話                                   | ナイジェリア                                                               |
| ブルキナファソ手話       | 地域手話                                   | Ouagadougou (Langue des Signes Mossi)                                      |
| チャド手話               | ASL:ナイジェリア手話?                      |                                                                            |
| ドゴン手話               | 地域手話? 村落手話?                        |                                                                            |
| エリトリア手話           | 人工                                       |                                                                            |
| エチオピア手話群         |                                            | 言語数は不明だが100万人の話者がいる                                        |
| フランス語圏アフリカ手話 | ASLとフランス語                            | 西アフリカのフランス語圏におけるASLの発展形                                |
| ガンビア手話             | ASL                                        |                                                                            |
| ガーナ手話               | ASL                                        | (GSE)                                                                      |
| ギニア手話               | ASL                                        |                                                                            |
| ギニアビサウ手話         | 地域手話                                   | 初期的/基本的                                                              |
| ハウサ手話               | 地域手話                                   | "Maganar Hannu" (HSL) – ナイジェリア北部 (カノ州)                          |
| ケニア手話               | 地域手話?                                  | (KSL or LAK)                                                               |
| リビア手話               | アラブ?                                    |                                                                            |
| マダガスカル手話         | フランス手話:デンマーク手話:ノルウェー手話 | ノルウェー手話の方言かもしれない                                           |
| モーリシャス手話         | 孤立した手話                               |                                                                            |
| モロッコ手話             | ASL                                        |                                                                            |
| モザンビーク手話         |                                            |                                                                            |
| ンブール手話             | 地域手話                                   | ンブール、セネガル                                                         |
| ナミビア手話             | パジェット・ゴーマン                       |                                                                            |
| ナナビン手話             | 村落手話                                   | ガーナ、ナナビンの聾者の家族が話す                                         |
| ナイジェリア手話         | ASL                                        |                                                                            |
| ルワンダ手話             | ?                                          |                                                                            |
| シオラレオネ手話         | ASL                                        |                                                                            |
| ソマリ手話               | ケニア手話                                 |                                                                            |
| 南アフリカ手話           | アイルランド手話とイギリス手話             | (SASL)                                                                     |
| スーダン手話群           | 村落手話と地域手話?                        | 各地域の言語を統一するという政府の提案がある                               |
| タンザニア手話群         | 地域手話                                   | (タンザニアのろう学校に1つずつ、相互の影響がほとんどない7つの独立した言語) |
| テブル手話               | 村落手話                                   | (テブル・ウレ手話) モプティ (テブル・ウレ村)                               |
| チュニジア手話           | フランス手話:イタリア手話                  |                                                                            |
| ウガンダ手話             | 地域手話?                                  | (USL)                                                                      |
| ヨルバ手話               | 地域手話                                   | (YSL)                                                                      |
| ザンビア手話             |                                            | (ZASL)                                                                     |
| ジンバブエ手話群         |                                            | "手話" は公用語である                                                      |

#### アメリカ州
| 言語                       | 起源                          | 注釈 |
| -------------------------- | ----------------------------- | --- |
| アメリカ手話               | アメリカ合衆国とカナダ        | アクセシブル・カナダ法のC-81法案の通過により、ASLはまた、カナダの言語として公式に認められている。                                                            |
| アルゼンチン手話           | スペイン手話とイタリア手話    | (Lengua de Señas Argentina - LSA) |
| ボリビア手話               | ASL                           | "Lenguaje de Señas Bolivianas" (LSB) |
| ブラジル手話               | フランス手話                  | Libras (Lingua Brasileira de Sinais) ブラジルの聾者コミュニティのコミュニケーション手段として法的に認められている。                                          |
| ブリブリ手話               | 村落手話?                     | |
| Brunca 手話                | 村落手話?                     | |
| Chatino 手話               | 村落手話                      | |
| チリ手話                   | フランス手話?                 | Lenguaje de Señas Chileno (LSCH) |
| コロンビア手話             |                               | (CSN) / Lengua de Señas Colombiana (LSC) |
| コスタリカ手話             |                               | コスタリカに少なくとも4つ以上言語が存在する (Woodward 1991)                                                                                                  |
| 古コスタリカ手話           |                               | |
| キューバ手話               |                               | |
| ドミニカ手話               | ASL                           | |
| エクアドル手話             |                               | |
| グリーンランド手話         | Danish                        | "Kalaallisut Ussersuutit" (DTS) |
| グアテマラ手話             |                               | |
| ガイアナ手話               | ?                             | |
| ホンジュラス手話           | Mexican?                      | "Lengua de señas hondureña" (LESHO) |
| イヌイット手話             | 村落手話                      | "Inuit Uqausiqatigiit Uukturausiq Uqajuittunut (聾者のための一般的イヌイット手話)" 別名 Inuiuuk (ᐃᓄᐃᐆᒃ) 複数存在する場合がある。先住民の言語は孤立している。 |
| ジャマイカ手話             | ASL                           | (JSL) |
| ジャマイカ・カントリー手話 | 地域手話                      | (JCSL) |
| カヤナ手話                 | 村落手話                      | Kajana Gebarentaal |
| ケレス手話                 | 村落手話                      | (KPISL) |
| 沿海州手話                 | イギリス手話                  | |
| マヤ手話                   | 村落手話                      | |
| メキシコ手話               | フランス手話                  | "Lengua de señas mexicana" (LSM) |
| ナバホ手話                 |                               | |
| ニカラグア手話             | 地域手話                      | "Idioma de señas nicaragüense" (ISN) |
| 古ケイマン手話             | 村落手話                      | プロビデンシア手話の起源? |
| ケベック手話               | フランス手話とASLの混成       | "Langue des Signes Québécoise" (LSQ) |
| パナマ手話                 | ASL、多少サルバドル手話の影響 | "Lengua de señas panameñas" |
| パラグアイ手話             | ウルグアイ手話と関係?         | "Lengua de Señas Paraguaya" (LSPy) |
| ペルー手話                 | 孤立した手話                  | "Lengua de señas peruana" |
| 平原手話                   |                               | |
| プエルトリコ手話           | ASL                           | "Lengua se señas puertorriqueña" |
| プロビデンシア手話         | 村落手話                      | |
| サルバドル手話             | 孤立した手話                  | |
| トリニダード・トバゴ手話   | 孤立した手話?                 | 学校ではASLを教えている。多くの聾者はバイリンガル。 |
| ウルグアイ手話             |                               | "Lengua de Señas Uruguaya" |
| ウルブ手話                 | 村落手話                      | (aka カアポル手話) |
| ベネズエラ手話             | 孤立した手話                  | "Lengua de señas venezolana" (LSV) |

#### アジア/太平洋
| 言語                   | 起源                                               | 注釈                                                                                   |
| ---------------------- | -------------------------------------------------- | -------------------------------------------------------------------------------------- |
| アフガン手話           | 先住民、もしくはASLのクレオール?                   |                                                                                        |
| アリプール手話         | 村落手話                                           |                                                                                        |
| 奄美大島手話           | 村落手話もしくはイディオグロシア                   | 日本                                                                                   |
| オーストラリア手話     | イギリス手話                                       |                                                                                        |
| バンコール手話         | 村落手話                                           | (プラー・パグは方言)                                                                   |
| ブータン手話           | ?                                                  |                                                                                        |
| ビルマ手話             | ASL                                                | 二つの言語かもしれない                                                                 |
| カンボジア手話         | =LSF、BSL、ASL、およびその中のさまざまな方言が混在 |                                                                                        |
| 中国手話               | 中国手話                                           | "中國手語" (ZGS)                                                                       |
| エンガ手話             | 村落手話                                           | パプアニューギニア                                                                     |
| ガンドルン手話         | 村落手話                                           | (ネパール)                                                                             |
| ハワイ手話             | ?                                                  |                                                                                        |
| 香港手話               | 上海手話                                           | "香港手語" (HKSL) 。CSLの南部方言に由来する。                                          |
| フアイ・ハイ手話       | 村落手話                                           | (タイ) [情報なし]                                                                      |
| インド＝パキスタン手話 | インド                                             | インドとパキスタンの手話が1つの言語なのか2つの言語なのかについての相反する報告がある。 |
| ジャカルタ手話         | ASL:マレーシア手話?:インドネシア手話               | インドネシア手話の変種                                                                 |
| 日本手話               | 日本手話                                           | (JSL)                                                                                  |
| ジャンコット手話       | 村落手話                                           | (ネパール)                                                                             |
| ジュムラ手話           | 村落手話                                           | (ネパール)                                                                             |
| カタ・コロック         | 村落手話                                           | (aka バリ手話、ベンカラ手話)                                                           |
| ラオス手話             |                                                    | (ベトナムの言語に関連している;複数の手話かもしれない)                                  |
| 韓国手話               |                                                    | "한국수어 (or 한국수화)" / "Hanguk Soo-hwa"                                            |
| マカオ手話             |                                                    | "澳門手語"                                                                             |
| マレーシア手話         | ASL                                                | "Bahasa Isyarat Malaysia" (BIM)                                                        |
| 宮窪手話               | 村落手話                                           | 日本                                                                                   |
| モンゴル手話           | ?                                                  | "Монгол дохионы хэл"                                                                   |
| ナ・サイ手話           | 村落手話                                           | (タイ) [情報なし]                                                                      |
| ナガ手話               | 村落手話?                                          | (インド) 最後に報告されたのは1921年                                                    |
| ネパール手話           | インド手話                                         | インド手話、アメリカ手話、国際手話などに影響を受けた先住民の手話                       |
| ニュージーランド手話   | イギリス手話                                       | (NZSL)                                                                                 |
| 古バンコク手話         | 地域手話 (もしくは村落手話?)                       |                                                                                        |
| 古チェンマイ手話       | 地域手話 (もしくは村落手話?)                       |                                                                                        |
| パプアニューギニア手話 | イギリス手話                                       |                                                                                        |
| ペナン手話             | 地域手話                                           | (マレーシア)                                                                           |
| フィリピン手話         | フランス手話                                       | (PSP)                                                                                  |
| レンネル手話           | ホームサインであり、完全な言語ではない             | (ソロモン諸島)                                                                         |
| ソロモン諸島手話       |                                                    |                                                                                        |
| サモア手話             | Auslang                                            |                                                                                        |
| セランゴール手話       | ASL?                                               | (マレーシア)                                                                           |
| シンガポール手話       | 地域手話                                           | ASL、SEE2、SSLと地域で発達した手話の混成                                               |
| スリランカ手話群       | 地域手話                                           | (14校のろう学校ごとに言語が異なる)                                                     |
| 台湾手話               | 日本手話                                           | 臺灣手語 / Taiwan Ziran Shouyu                                                         |
| チベット手話           | 地域手話                                           |                                                                                        |
| タイ手話               | ASL                                                | (TSL) "แบบสะกดนิ้วมือไทย" (incl. Hai Yai)                                                 |
| ベトナム手話群         | 地域手話                                           | (ハノイ手話、ホーチミン手話、ハイフォン手話:タイの言語のいくつかに関係するものもある)  |
| ジョグジャカルタ手話   | ASL:マレーシア手話?:インドネシア手話               | インドネシア手話の一種                                                                 |
| ヨルング手話           | 地域手話                                           |                                                                                        |

#### ヨーロッパ
| 言語                           | 起源                                                           | 注釈 |
| ------------------------------ | -------------------------------------------------------------- | --- |
| アルバニア手話                 |                                                                | "Gjuha e Shenjave Shqipe" |
| アルメニア手話                 | 孤立した手話                                                   | |
| アゼルバイジャン手話           | フランス手話:オーストリア＝ハンガリー手話                      | "Azərbaycan işarət dili" (AİD) |
| オーストリア手話               | フランス手話:オーストリア＝ハンガリー手話                      | "Österreichische Gebärdensprache" (ÖGS) |
| イギリス手話                   | イギリス手話                                                   | (BSL) |
| ブルガリア手話                 | フランス手話:オーストリア＝ハンガリー手話:ロシア手話           | |
| カタルーニャ手話               | フランス手話?                                                  | "Llengua de Signes Catalana" (LSC) |
| クロアチア手話                 | フランス手話:オーストリア＝ハンガリー手話:ユーゴスラヴィア手話 | (Croslan) "Hrvatski Znakovni Jezik" (HZJ) |
| チェコ手話                     | フランス手話:オーストリア＝ハンガリー手話                      | "Český znakový jazyk" (CZJ) |
| キプロス手話                   | ASL×GSL                                                        | "Κυπριακή Νοηματική Γλώσσα" (CSL) |
| デンマーク手話                 | フランス手話                                                   | "Dansk Tegnsprog" (DTS) |
| オランダ手話                   | フランス手話                                                   | "Nederlandse Gebarentaal" (NGT) |
| エストニア手話                 |                                                                | "Eesti viipekeel" |
| フィンランド手話               | スウェーデン手話                                               | "Suomalainen viittomakieli" (SVK) |
| フィンランド＝スウェーデン手話 | スウェーデン手話                                               | "finlandssvenskt teckenspråk" (スウェーデン語) もしくは "suomenruotsalainen viittomakieli" (フィンランド語). フィンランドに1校あったスウェーデン手話の学校は閉鎖された。 |
| フラマン手話                   | リヨン手話?:ベルギー手話                                       | "Vlaamse Gebarentaal" (VGT) |
| フランス手話                   |                                                                | "Langues des Signes Française" (LSF) |
| グルジア手話                   | ?                                                              | |
| ドイツ手話                     | ドイツ手話語族                                                 | "Deutsche Gebärdensprache" (DGS) |
| ギリシャ手話                   | フランス手話とASLの混成                                        | "Ελληνική Νοηματική Γλώσσα" (GSL) |
| ハンガリー手話                 |                                                                | "Magyar jelnyelv" |
| アイスランド手話               | フランス手話:デンマーク手話                                    | "Íslenskt Táknmál" |
| アイルランド手話               | フランス手話                                                   | "Teanga Chomharthaíochta na hÉireann" (ISL/ISG and TCÉ) |
| イタリア手話                   | フランス手話                                                   | "Lingua dei Segni Italiana" (LIS) |
| コソボ手話                     | フランス手話:オーストリア＝ハンガリー手話:ユーゴスラヴィア手話 | "Gjuha e Shenjave Kosovare" (GjShK) |
| ラトビア手話                   | フランス手話                                                   | "Latviešu Zīmju Valoda" |
| リトアニア手話                 |                                                                | "Lietuvių gestų kalba" |
| リヨン手話                     | 孤立した手話 (もしくはリヨン手話語族)                          | 存在しない手話 |
| マケドニア手話                 | ?                                                              | Македонски знаковен јазик / Makedonski znakoven jazik |
| マルタ手話                     |                                                                | "Lingwi tas-Sinjali Maltin" (LSM) |
| 北アイルランド手話             | (混成)                                                         | |
| ノルウェー手話                 | フランス手話:デンマーク手話                                    | "Tegnspråk" (NSL) |
| ポーランド手話                 | 古フランス手話、ドイツ手話                                     | "Polski Język Migowy" (PJM) |
| ポルトガル手話                 | スウェーデン手話                                               | "Língua Gestual Portuguesa" (LGP) |
| ルーマニア手話                 | フランス手話                                                   | "Limbaj Mimico-Gestual Românesc" (LMG) |
| ロシア手話                     | フランス手話:オーストリア＝ハンガリー手話                      | "Russkiy zhestovyi yazyk" / русский жестовый язык |
| スロバキア手話                 |                                                                | "Slovenský posunkový jazyk" |
| スロベニア手話                 | フランス手話:オーストリア＝ハンガリー手話:ユーゴスラヴィア手話 | "Slovenski znakovni jezik" (SZJ) |
| スペイン手話                   | 孤立した手話                                                   | "Lengua de signos española" (LSE) |
| スウェーデン手話               | スウェーデン                                                   | "Svenskt teckenspråk" (TSP) |
| スイス＝フランス手話           | フランス手話?                                                  | "Langage Gestuelle" |
| スイス＝ドイツ手話             | フランス手話?                                                  | "Deutschschweizer Gebärdensprache" (DSGS) |
| スイス＝イタリア手話           | フランス手話?                                                  | |
| トルコ手話                     | 孤立した手話                                                   | "Türk İşaret Dili" (TİD) |
| ウクライナ手話                 | フランス手話                                                   | "Українська жестова мова (УЖМ)" |
| バレンシア手話                 |                                                                | "Llengua de Signes en la Comunitat Valenciana" (LSCV) |
| ワロン手話                     | Lyons?:ベルギー手話                                            | "Langue des Signes de Belgique Francophone" (LSFB) |
| ユーゴスラヴィア手話           | フランス手話:オーストリア＝ハンガリー手話                      | |

#### 中東
| 言語                           | 起源             | 注釈                                                               |
| ------------------------------ | ---------------- | ------------------------------------------------------------------ |
| アル＝サイード・ベドウィン手話 | 村落手話         | (ABSL)、ネゲヴ                                                     |
| 中央トロス手話                 | 村落手話         | トルコ                                                             |
| エジプト手話                   | アラブ           |                                                                    |
| 首長国連邦手話                 | アラブ           |                                                                    |
| ガルダイア手話                 | 村落手話         | (アルジェリア・ユダヤ手話) 聾者と聴者、アルジェリア → イスラエル   |
| イラク手話                     | アラブ           | العراقى مترجمي لغة الاشارة おそらくレバント手話に近い              |
| イスラエル手話                 | 地域手話         | שפת סימנים ישראלית                                                 |
| ヨルダン手話                   | アラブ、レバント | Lughat il-Ishaarah il-Urduniah / الاردنية مترجمي لغة الاشارة (LIU) |
| カフル・カシム手話             | アラブ、村落手話 | カフル・カシム                                                     |
| クルド手話                     | 地域手話         | ZHK                                                                |
| クウェート手話                 | アラブ           | لغة الاشارة الكويتية                                               |
| レバノン手話                   | アラブ、レバント | Lughat al-Isharat al-Lubnaniya / لغة الإشارات اللبنانية            |
| マルディン手話                 | 村落手話         | トルコの1つの拡大語族                                              |
| オマーン手話                   | アラブ?          |                                                                    |
| パレスチナ手話                 | アラブ、レバント | "لغة الاشارات الفلسطينية"                                          |
| ペルシャ手話                   |                  |                                                                    |
| カタール統一手話               | アラブ?          |                                                                    |
| サウジ手話                     | 孤立した手話     | "لغة الإشارة السعودية"                                             |
| セラグリオ手話                 |                  | オスマン帝国                                                       |
| シリア手話                     | アラブ、レバント |                                                                    |
| イエメン手話                   | アラブ           | "لغة الإشارة اليمنية"                                              |

### 歴史的な手話
- マーサズ・ヴィンヤード手話
- 古フランス手話（フランス語版、英語版） – フランス手話語族の祖語
- 古ケント手話（英語版）

### 補助的な手話
- オーストラリア先住民手話 (ワルピリ手話、ヨルング手話など)
- ベビーサイン – 幼児の早期の言語発達を支援するために使われる手話
- 接触手話 – 話し言葉と手話の間のピジン語または接触言語、例えばピジン手話英語(Pidgin Sign English,PSE)。
- コダーイ・メソッド – 手話で音符を伝える技術。
- 国際手話 (以前はジェストゥーノとして知られていた) – 聴覚障害者が国際的な環境で使用する補助言語。
- マカトン – 会話、言語、学習上の障害がある人々によって使用される手話のコミュニケーションのシステム。
- モフ＝グドゥル手話
- 修道院手話
- 平原インディアン手話
- Plateau Sign Language
- Signalong – コミュニケーションや学習が困難な子供や大人を支援するために使われる国際的な手話援助コミュニケーション技術

### 音声言語の手話化
詳細な一覧については、対応手話を参照。
- 一般
  - キュード・スピーチ – 話し言葉の音素を視覚的に理解できるようにするハンド/マウス・システム(HMS)である。
  - 指文字 – 話し言葉の表記形式を表すアルファベットの記号。
- 英語
  - 英語対応手話
  - Signing Exact English (SEE2)
  - マカトン
- マレー語
  - マレー語対応手話 (BMKT)
- スピーチ・タブーの言語
  - コーカサス手話
  - オーストラリア先住民手話 (ただし、ヨルング手話はいずれの言語にも対応しておらず、聾者の言語としても使用されている)

## 手話の系統的分類
言語は、イギリス手話語族、スウェーデン手話語族(おそらくイギリス手話語族の一語派)、フランス手話語族(アメリカ手話(ASL)語派、オーストリア＝ハンガリー手話語派、デンマーク手話語派、イタリア手話語派を含む)、ドイツ手話語族、日本手話語族、孤立した言語などの語族(これらの言語間の系統的関係を意味する)に分類される。